# 練馬区立大泉東小学校
練馬区立大泉東小学校（ねりまくりつおおいずみひがししょうがっこう）とは、東京都練馬区東大泉1丁目に存在する小学校。1956年に練馬区立大泉小学校から独立した。2018年度の生徒数は714人。

## 沿革
1956年　区立大泉小学校東分校より独立
2016年　創立60周年記念
2016年　仮設校舎建設工事開始
2019年　新校舎完成

## 委員会
- 代表委員会
- 放送委員会
- 運動委員会
- 図書委員会
- 保健委員会
- 理科・栽培委員会

他

## クラブ活動
4年生以上必修。
- 運動クラブ
- バドミントンクラブ
- 手芸クラブ
- 料理クラブ
- パソコンクラブ
- 理科クラブ
- ダンスクラブ
- 漫画クラブ
- 室内遊びクラブ
- 卓球クラブ

他
また、上記クラブ以外に自主参加するものとして合唱団が存在する。